# Афанасьєв Олександр Олександрович
Олександр Олександрович Афанасьєв (нар. 13 березня 1987) — український футбольний арбітр. У 2016 році розпочав обслуговувати футбольні матчі чемпіонату України у другій лізі. У 2017 році розпочав обслуговувати футбольні матчі чемпіонату України у першій лізі. У 2023 році розпочав обслуговувати футбольні матчі чемпіонату України у Прем'єр-лізі.